# Lucien Layani
Pour les articles homonymes, voir Layani.
Lucien Layani est un acteur français né le 28 janvier 1932 à Alger et mort le 23 mai 2017 à Reims.

## Filmographie
- 1979 : Le Coup de sirocco d'Alexandre Arcady
- 1980 : Médecins de nuit de Gilles Legrand, épisode : Amalgine (série télévisée)
- 1982 : Le Grand Pardon d'Alexandre Arcady
- 1982 : Les sept jours du marié (TV) de Serge Moati
- 1983 : Le Grand Carnaval d'Alexandre Arcady
- 1987 : Dernier été à Tanger d'Alexandre Arcady
- 1989 : L'Union sacrée d'Alexandre Arcady
- 1989 - 2001 : Navarro (3 épisodes "La fille d'André", "Les gens de peu", "Mademoiselle Navarro")
- 1992 : Maguy (épisode La Rose et Lenoir)
- 1995 : Les Cinq Dernières Minutes (épisode "Les dessous des cartes")
- 1997 : K d'Alexandre Arcady
- 1997 : Soleil de Roger Hanin
- 2001 : La Vérité si je mens ! 2 de Thomas Gilou
- 2004 : Mariage mixte d'Alexandre Arcady
- 2007 : Ali Baba et les 40 voleurs (TV) de Pierre Aknine
- 2010 : Comme les cinq doigts de la main d'Alexandre Arcady
- 2010 : Il reste du jambon ? d'Anne Depétrini
- 2012 : La vérité si je mens ! 3 de Thomas Gilou

## Publication
- Le Pari ou Ma vie d'acteur, souvenirs, Velours, 2011.